# ماکاپا
ماکاپا (به پرتغالی: Macapá) یک شهر در برزیل است که در آماپا واقع شده‌است.

## خصوصیات
ماکاپا ۶٬۴۰۷٫۱۲ کیلومترمربع مساحت و ۳۹۷٬۹۱۳ نفر جمعیت دارد و ۱۲ متر بالاتر از سطح دریا واقع شده‌است.